# Herbert Gutjahr
Herbert Guthjahr (* 25. Oktober 1911 in Rixdorf; † 12. März 1944 in Kalyniwka) war ein nationalsozialistischer Studentenführer. 

## Leben
Herbert Guthjahr, der Neffe des stellvertretenden Gauleiters von Berlin, trat zum 1. Juni 1931 in die NSDAP (Mitgliedsnummer 551.029) und im selben Jahr in die SA ein. Er studierte seit dem Sommersemester 1930 in Berlin Jura, legte im April 1935 sein Referendarexamen ab und wurde später Assistent von Carl Schmitt. Er führte 1932 und 1933 als Leiter des Kreises X (Berlin/Brandenburg) der Deutschen Studentenschaft die Berliner Studentenschaft. Guthjahr war 1933 führend an der Bücherverbrennung auf dem Berliner Opernplatz beteiligt. Er hielt vor Beginn der Bücherverbrennung eine Ansprache an die anwesenden Studenten und an die anwesende Menschenmenge.
Guthjahr war ab 1933 gemeinsam mit Kurt Jewan entscheidend am Umbau der Berliner Universität im Sinne der nationalsozialistischen Ideologie beteiligt und hatte verschiedene Ämter in der Studentenschaft inne. Mit der Gründung der neuen, nationalsozialistisch geführten Studentenschaft und ihren Untergruppierungen in den einzelnen Fakultäten nahmen die Deutsche Studentenschaft und der NSDStB unter Führung von Guthjahr und Jewan entscheidenden politischen Einfluss. So spielte Guthjahr eine wesentliche Rolle dabei, ob Wissenschaftler ihre akademische Karriere im Nationalsozialismus fortsetzen konnten. Durch seine Intervention verhinderte Guthjahr u. a. die Habilitation von Werner Ziegenfuß.
Guthjahr trat später in die SS ein. Während seiner Zeit als Assistent Carl Schmitts arbeitete er als Informant Reinhard Höhns für den Sicherheitsdienst. Guthjahr war seit 1939 als Soldat bei der Wehrmacht, zuletzt als Hauptmann in einer Infanteriedivision. Er verstarb am 12. März 1944 in der Ukraine an einer Kriegsverletzung.